# ミドル島

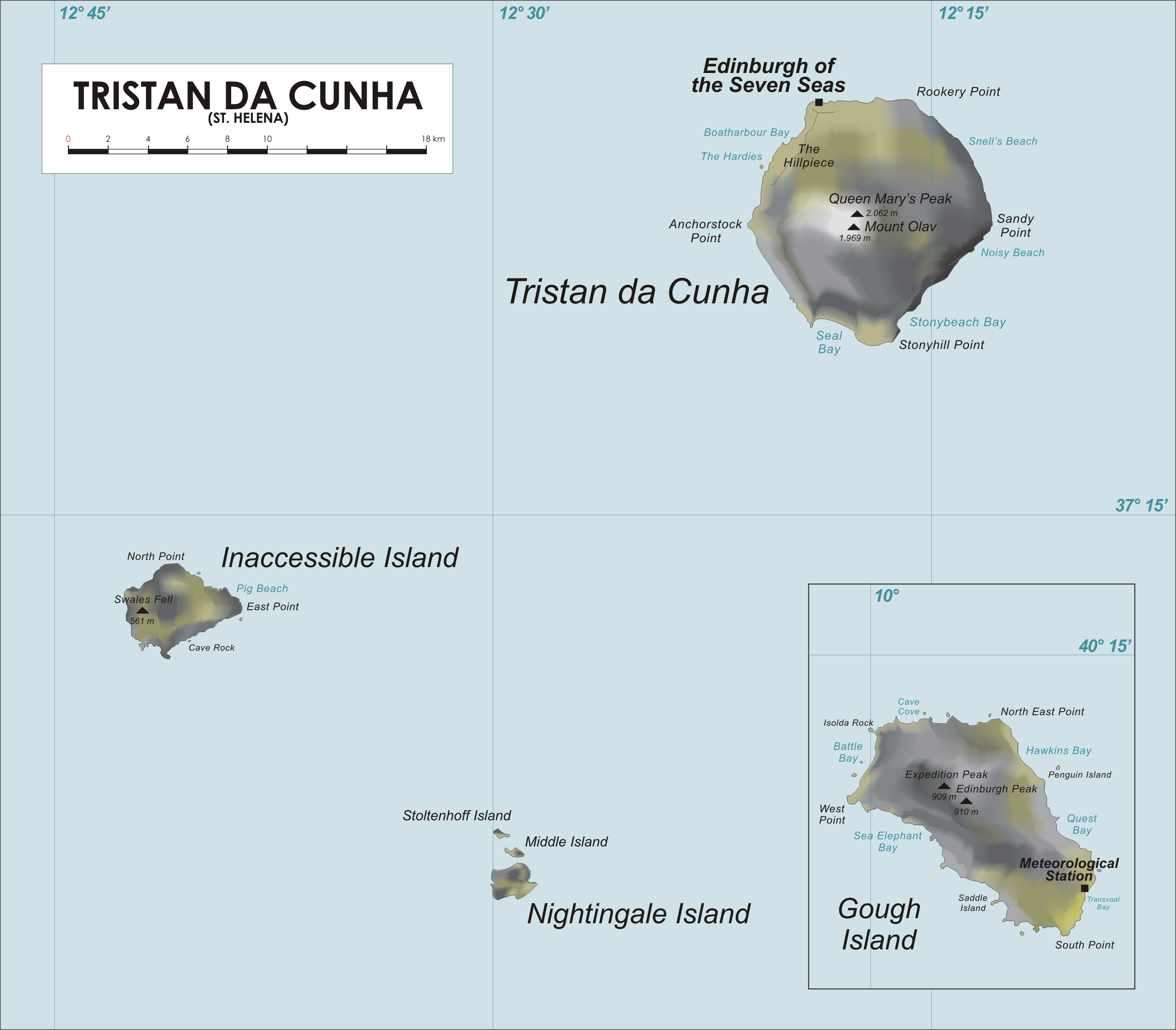
トリスタン・ダ・クーニャの地図

ミドル島（ミドルとう、Middle Island）は、南大西洋上にあるイギリスの海外領土、セントヘレナ・アセンションおよびトリスタンダクーニャに属するトリスタンダクーニャ諸島にある小島。
トリスタンダクーニャ島の南方のナイチンゲール諸島にあり、ナイチンゲール島のすぐ北海岸に位置し、ナイチンゲール島とストルテンホフ島の間にある。ストルテンホフ島と同じ、面積0.10km2の火山性の無人島で、険しい断崖絶壁が多く、岩肌が剥き出した島である。島の最高地点は45m。
座標: 南緯37度24分40秒 西経12度28分47秒 / 南緯37.41111度 西経12.47972度